# SAI Ambrosini 7
Il SAI Ambrosini 7, da alcuni indicato anche come Ambrosini SAI 7, era un aeroplano da competizione realizzato dall'azienda aeronautica italiana Società Aeronautica Italiana Ambrosini nella seconda metà degli anni trenta.
Concepito per partecipare al "IV Avioraduno del Littorio" del 1939, fu in grado di aggiudicarsi il primato di velocità su percorso di 100 chilometri e il suo progetto fu la base per il successivo SAI Ambrosini S.7, aereo da addestramento che conobbe un discreto successo nel dopoguerra.

## Storia del progetto
Il progetto del SAI 7 nacque su iniziativa personale dell'ingegner Sergio Stefanutti che, pur inquadrato nella Regia Aeronautica, era stato autorizzato ad operare professionalmente all'esterno dell'arma aeronautica.
Il lavoro di progettazione richiese circa sei mesi e agli inizi del 1939 Stefanutti affidò la realizzazione di un simulacro in legno dell'aereo a un'impresa artigianale romana il cui titolare prestava la propria opera anche per la SAI Ambrosini. Questi segnalò il progetto ad Angelo Ambrosini che, mostrato il proprio apprezzamento, decise di avviarlo quanto prima alla produzione.
Ambrosini propose al Ministero della difesa l'acquisto di due prototipi del velivolo, in risposta ad un bando della Direzione Generale delle Costruzioni Aeronautiche che richiedeva un aereo da "turismo veloce" per partecipare al "IV Avioraduno del Littorio" che si sarebbe tenuto a Rimini il 15 luglio del 1939.
La proposta di Ambrosini fu accettata dal Ministero il 22 marzo, a condizione che i due prototipi ed una terza cellula destinata alle prove statiche fossero realizzati entro il 31 maggio; il secondo prototipo sarebbe stato pagato solamente se l'aereo si fosse rivelato conforme al bando della DGCA.
Il SAI 7 superò le prove richieste dal ministero e fu portato in volo a Castiglione del Lago, nei pressi degli stabilimenti di produzione della SAI Ambrosini, il 9 luglio quando mancavano solo 6 giorni alla manifestazione riminese alla quale era destinato.

## Tecnica

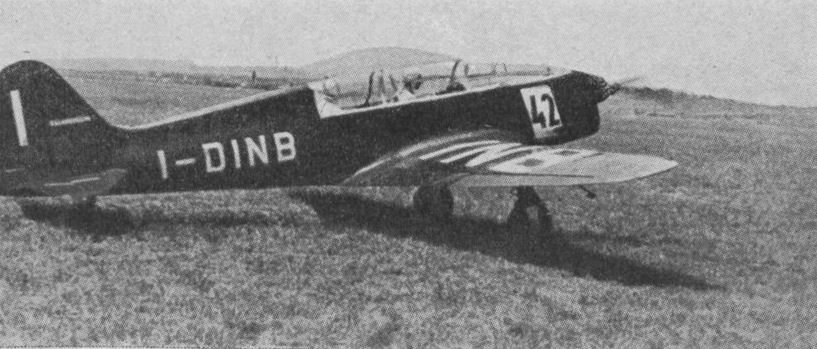
Una foto del SAI 7 comparsa sulla rivista L'Aérophile nell'ottobre del 1939.

Il SAI 7 era un monomotore biposto, monoplano ad ala bassa, realizzato interamente in legno. Caratterizzato dalla linea moderna (per l'epoca) e filante, presentava fusoliera stretta dalla sezione rettangolare sovrastata da un lungo cupolino trasparente sotto il quale trovavano posto i due piloti, disposti in tandem. Alle loro spalle la fusoliera si raccordava con l'impennaggio di tipo classico, monoplano.
L'ala presentava profilo sottile, il cui progetto originale risaliva all'Istituto centrale di aeroidrodinamica (TsAGI) dell'Unione Sovietica. Il carrello d'atterraggio era di tipo classico, con l'elemento anteriore retrattile all'interno dello spessore dell'ala.
Il motore era un Hirth HM 508D, capace di sviluppare la potenza di 240 CV (176,5 kW); si trattava di un otto cilindri a V  di 90°, rovesciata, raffreddato ad aria realizzato dall'azienda tedesca Hirth Motoren GmbH.

## Impiego operativo
Il progetto di Stefanutti non tardò a confermare le aspettative e, mentre uno dei due prototipi fu messo fuori gioco dalla rottura dell'elica, il secondo esemplare si aggiudicò il secondo posto nella gara che lo vide impegnato nel corso della kermesse riminese.
A distanza di poco più di un mese, l'Ambrosini SAI 7 iscrisse il proprio nome nelle pagine della storia dei primati di velocità aeronautici: il 27 agosto del 1939, ai comandi di Giorgio Parodi, l'aereo completò il percorso di 100 km alla velocità media di 392,584 km/h.
Sul finire di quello stesso anno Angelo Ambrosini chiese al Ministero dell'Aeronautica i fondi necessari per approntare i tentativi di conquistare i primati di velocità sulle distanze di 1 000 e 2000 km, ma senza successo: le priorità del ministero erano indirizzate verso i preparativi per l'avventura bellica.
Un seguito, al contrario, avrebbe avuto la storia del SAI 7 che, adeguatamente modificato, avrebbe dato origine sia ad un velivolo da addestramento (che, identificato con la sigla «S.7» e in concorrenza con il Nardi FN.315, sarebbe stato destinato alla formazione dei piloti da caccia) sia ad un caccia leggero (denominato SAI Ambrosini 107).